# 町野主水
町野 主水（まちの もんど、天保10年11月25日〈1839年12月30日〉 - 大正12年〈1923年〉6月9日）は、幕末の会津藩士。最後の会津武士といわれた。

## 経歴
父・町野伊佐衛門閑栄、母きとの子に生まれる。通称は源之助、諱は重安。槍の達人で、弟の久吉（）とともに、鴨居に半紙を吊るし、それをえいっと槍で通すと半紙は少しも動かなかったという。
元治元年（1864年）、京都守護職本陣に向かう途中、桑名藩士を斬り、到着後入牢。7月禁門の変で牢を破り一番槍を目指す。窪田伴治に続き飯河小膳とともに二番槍の功名を挙げるも、越後国蒲原郡津川で謹慎。
慶応4年（1868年）御蔵入奉行兼幌役を命ぜられた主水は、会津藩飛領である越後の小出島に赴任し、三国峠を守備するも4月24日の戦いで実弟・久吉を戦死させたのち小出島まで撤退、さらに攻められて越後戦線へ移動した。8月11日、佐川官兵衛の後任として最精鋭の朱雀士中四番隊の隊長に就任、北越戦線を転戦するが鶴ヶ城下に官軍が侵攻したとの報に接し、急ぎ城下に戻る。熊倉の戦いを会津軍大勝利に導いた後、一ノ堰の大激戦の最中に陣将・萱野長修の命により軍事奉行・樋口源助とともに鶴ヶ城に入城し、藩主・松平容保に米沢藩からの降伏勧告を伝える。9月7日、母・きと、妻・やよ、姉・ふさ、長女・なを（7歳）、長男・源太郎（3歳）の5人が河沼郡坂下勝方寺の裏山で自刃、叔母・南摩勝子はその二人の男子（9歳、4歳）を刺し自害した。家僕の誤った戦況報告により死を急ぐに至ったといわれる。7歳になる長女なをは、怖がって泣くので「お城にいらっしゃるお父様のご無事をお祈りしましょう」というと手を合わせ瞑目し、その瞬間に主水の配下の大竹豊之助が涙ながらに介錯したとのことである。
開城後「謹慎ノママ居残リ取締リ申付ル」との新政府軍軍務局からの達しを受け、「若松取締」に任ずる。この間、伴百悦らと戦死者の埋葬に尽力した。会津松平家が再興を許された際、立藩の地を猪苗代盆地か下北半島かの選択を迫られ、主水は強く猪苗代を推したが、結局、山川浩らが推す下北の地に決定した。斗南藩である。明治3年（1870年）容保の子・松平容大が斗南藩知事となる。明治7年（1874年）、佐川官兵衛を中心に300名の旧会津藩士が警視庁巡査として採用される。
明治期主水は斗南へは移住せず、若松北小路52番地に居を構え、当地の復興に全力を傾注した。明治6年（1873年）鶴ヶ城を陸軍省が売りに出し、主水は862円で落札した。しかし翌7年（1874年）城は取り壊しになった。明治8年（1875年）頃、主水は二番目の妻、いしと結婚する。主水36歳、いし25歳であった。明治9年（1876年）主水は鹿島県（佐賀県）土木課御用掛に就く。
自由民権運動の高まりの中で、主水は明治15年（1882年）6月、諏訪伊助、辰野宗治と連名で会津帝政党を設立、当時福島県令の三島通庸の三方道路建設に寄与、清水屋旅館事件に関わる。翌明治16年（1883年）10月、二番目の妻いし（33歳）を喪う。この二人の間に誕生したのが町野武馬（1875－1968、張作霖顧問、衆議院議員）である。明治17年（1885年）、主水は大沼郡長に登用される。のち正八位に叙される。明治20年（1887年）、梅宮兵三郎の長女マツと三度目の結婚。主水48歳であった。
実弟・久吉の槍は山県有朋の手にわたっていた。明治30年（1897年）8月、この件を知った品川弥二郎が主水を訪ね「山県から取り返してやろうか」と言ったが、主水は「戦場で敵に奪われた槍を畳の上で受け取れるか」と言下に断ったという。この槍は鶴ヶ城内に展示されている。
大正元年（1912年）には町野家の玄関で無頼漢に遭い、刀の柄でみね打ちにして殺害。警察は心臓麻痺として片付けた。大正2年（1913年）9月、会津弔霊義会の発起人代表を務める。大正6年（1917年）8月、戊辰殉難者50年祭典の際、式半ばにして降雨。気を遣った市長が天幕を指して「お下がり下さい」と言うと、主水は「武士に向かって下がれとは何だ」と一喝、いったん天幕に入った人々も再び外に出て雨の中で式が続行されたという。
大正12年（1923年）、齢85で没した。子の武馬は厳父の遺言どおり、遺体を菰（）をかぶせたのみの状態で墓所まで運ぼうとしたが、警察の承諾を得ることができず、棺桶の上から菰をかぶせて運んだ。これは「自分の死後は城下に放置されていた旧藩の人々と同じように葬って欲しい。立派な埋葬では泉下の仲間に申し訳が立たない」と主水が常々言い聞かせていたのを武馬が守ったからだという。墓は会津若松市の融通寺。戒名は武孝院殿顕譽誠心清居士。

## 系譜
町野家は遠く平安時代中期承和－延喜のころ、孤高の文章博士であった三善清行に発し（ただし、後漢の献帝の末裔で算博士の三善為長の系譜との説もあり）、下って鎌倉幕府の問注所執事・三善康信につながる。康信から三代目の三善康持の代に近江国蒲生郡日野荘町野邑を賜わり、以後「姓三善町野なにがし」と名乗る。室町幕府においては評定衆にその名が見える。その後、室町時代末期に六角佐々木家に仕えた町野備前守三善經春を中興の祖とし、三代目備前守秀長の代に佐々木家が滅亡した後、蒲生氏に属したとされる。また、評定衆の町野家が幕府の記録から消えるのが天文年間（将軍足利義輝が六角佐々木家を頼って近江国に移っていた時期）で、蒲生氏の家臣として記録上登場するのが元亀年間（六角佐々木家の没落直後）であることから、幕府内の政治的競争で敗れた評定衆の町野家が六角佐々木家との縁で蒲生氏に仕えた可能性を指摘する説もある。
本能寺の変のとき、秀長・秀俊父子は蒲生賢秀に従って近江の日野城にいた。主君蒲生賢秀が、近江の武将が悉く明智光秀に味方した中でひとり日野城によって義を通したその折、父子は共に城に立てこもり奮戦した。余談であるが、秀長の二男・町野繁仍は蒲生氏郷の家老であり、氏郷記などにその名も高いが、その後幕臣となるも後嗣が無く八代で絶えた。このことは「断家譜」巻の十九｢町野氏｣の項に明らかである。町野主水が繁仍の直系であると流布されているのは間違いである。町野家は前記の町野秀長の長男で町野繁仍の兄である秀俊の系統である。
秀俊は父・秀長とともに日野城守備の任をはたし、町野家当主として石見守を賜わり以後系累を存続させた。町野家は、蒲生家の会津転封に伴い会津に移った。その後蒲生家は三代で断絶したので、町野家は会津に留まり帰農していたが、町野重成の代に家格が高いことに鑑み保科正之に召抱えられる。そのまま会津松平家の家臣となり幕末に至る。主水は經春より十四代目の当主であり幕末300石を食んでいた。

## 参考書籍
- 幕末維新人名事典（新人物往来社編）
- 幕末・会津藩士銘々伝（同）
- その名は町野主水（角川文庫・中村彰彦著）
- 会津士魂風雲録　町野武馬翁とその周辺（会津士魂風雲録刊行会編）
- 魚沼の明治維新（恒文社・磯部定治著）
- 町野龍雄回想録（自費出版）